# Анастасиевская
Анастасиевская — станица в Славянском районе Краснодарского края. Административный центр Анастасиевского сельского поселения.

## География
Анастасиевская расположена на Прикубанской низменности в дельте реки Кубань, в 16 км юго-западнее Славянска-на-Кубани, где расположена ближайшая железнодорожная станция. Станица окружена рисовыми чеками.
Средние высоты в районе станицы составляют от 2 до 4 метров над уровнем моря. Наивысшая высота в районе хутора Ханьков — 25,5 метра. Площадь — 191,65 км².
По своему геологическому строению район станицы Анастасиевской сложен современными четвертичными отложениями, состоящими в основном из песков, галечников и супесей, характерных для аллювиальных дельтовых равнин.
В тектоническом отношении Анастасиевская находится на территории Славянско-Рязанской мегантиклинали расположенной в Западно-Кубанском передовом прогибе.
Основными почвами на территории станицы Анастасиевской являются луговые или пойменные. В большинстве своём они засолены. Станица находится в зоне не подверженной водной эрозии и потенциально расположенная к очень слабой ветровой эрозии.
По геоботаническому районированию Анастасиевская находится в Славянско-Кубанском районе Приазовского округа Восточно-Европейской провинции Евразиатской области степей.
Территория Анастасиевской была занята дельтовыми и долинными лугами с перелесками из мягких древесных пород. В настоящее время почти все пространства распаханы, а отдельные участки плавней осушены.
Деревья и кустарники произрастают в основном в пойме реки Кубани и лесных полосах, посаженных в качестве борьбы с суховеями.
Из грибов встречаются следующие: шампиньон луговой, шампиньон обыкновенный, поддубовик, полубелый, моховик, поганка бледная.
Фауна Анастасиевской и близлежащих территорий представлена многими типами и отрядами позвоночных и беспозвоночных, наземных и водных животных. Кроме того, на территории Анастасиевского поселения есть животные, внесённые в Красные книги Российской Федерации и Краснодарского края.

### Климат
Климат станицы умеренно континентальный. Благодаря своему положению территория получает много тепла. Средняя температура января составляет −2°С, июля — +24°С. Суммарная солнечная радиация 117 ккал/см² в год. Радиационный баланс — 50 ккал/см² в год, а затраты тепла на испарение около 33 ккал/см² в год. Если брать среднюю повторяемость состояния неба в процентах, то 40% — ясное, 25% — облачное и 35% — пасмурное. Зимой преобладает восточное и северо-восточное направление ветра, летом — северо-западное. Среднее количество осадков составляет около 580 мм в год и распределяются они равномерно в течение всего года. Коэффициент увлажнения равен 0,35. Переход средней суточной температуры воздуха через +5°С наступает 20 марта — весной и 15 ноября — осенью. Таким образом, продолжительность тёплого (безморозного) периода составляет около 8 месяцев, а холодного (морозного) — 4 месяца. Суммы температур воздуха за период со средней суточной температурой более +10°С — +3400°С, а суммы температур ниже 0°С — −100°С. Средняя из наибольших высот снежного покрова — 15 см.

## История
Станица Анастасиевская образована 23 декабря 1865 года приказом Военного Министра «О водворении пяти новых станиц в Кубанской области» между бывшими российскими укреплениями — Староредутским и Емануиловским постами на реке Давыдовка и входила в состав Таманского округа.
Наблюдательные посты Староредутский и Емануиловский были выставлены в январе 1778 года по приказу командующего Кубанским корпусом генерал-поручика Александра Васильевича Суворова.
Староредутский и Емануиловские посты проезжали Александр Сергеевич Пушкин (в 1820 году, во время путешествия на Кавказ совместно с Раевскими) и Михаил Юрьевич Лермонтов (в 1837 году во время поездки в Тамань, описанной в романе «Герой нашего времени»).
В 1865 году население станицы Анастасиевской состояло из 8 семей, 7 из которых были направлены из Воронежской губернии. Это были крестьяне, занимавшиеся земледелием. Название станица получила в честь Великой княгини Анастасии Михайловны (дочери Великого князя Михаила Николаевича, с 6 декабря 1862 года по 23 июля 1881 года бывшего наместником Его Императорского Величества на Кавказе и командующим Кавказской армией).
В 1868 году в станице было уже 120 семейств, насчитывавших 829 человек, а по переписи, составленной 15 декабря 1875 года, в станице насчитывалось 353 двора с населением 2420 человек.
В 1880 году в станице имелось 444 двора с населением 3145 человек (1568 мужчин, 1477 женщин).
В 1887 году в станице открыта Анастасиевская школа грамоты (располагалась в церковной сторожке). Заведующий и законоучитель — отец Федор Успенский, учитель — дьякон Омельченко, попечитель — У. Хрущ.
В 1909 году в станице проживало 10570 человек.
В 1932 году закрыта и разрушена церковь святой Анастасии Римской (с приделом Михаила Тверского).
13 августа 1942 года станица Анастасиевская была оккупирована немецкими войсками.
31 марта 1943 года в вечернем выпуске оперативной сводки Совинформбюро было сообщено: «31 марта наши войска в низовьях Кубани заняли важнейший узел немецкой обороны Анастасиевская. На других фронтах существенных изменений не произошло».
В июне-августе 1943 года на территории станицы Анастасиевской была сформирована 301-я Сталинская ордена Суворова 2-й степени стрелковая дивизия (в составе 1050, 1052, 1054 стрелковых полков и 823-го артиллерийского полка). В личный состав дивизии были включены более 2000 жителей Славянского района Краснодарского края (из них более 200 девушки и женщины). Именно 1050, 1052, 1054 стрелковые полки штурмовали в конце апреля-начале мая 1945 года центр Берлина (в частности, здания Гестапо, Министерства авиации, Имперской канцелярии и личный бункер Гитлера). Полки дивизии получили почётные наименования: 1050-й стрелковый полк — Померанский, 1052-й стрелковый — Берлинский, 1054-й стрелковый полк — Бранденбургский, 823-й артиллерийский полк — Берлинский.
В 1951 году начато строительство Петровско-Анастасиевской рисовой оросительной системы (ПАОС)
В 1956 году возле станицы открыто Анастасиевско-Троицкое месторождение нефти и газа. В том же году начинается промышленная разработка месторождения нефтепромысловым управлением «Приазовнефть».

###### Станичные атаманы
1874 г. — урядник Силивря Николай
1875 г. — урядник Рогоза Емельян
1876 г. — урядник Ивах Прокопий
1878 г. — урядник Лях Егор Андреевич
1881 г. — урядник Гордиенко Никифор Степанович
1883 г. — урядник Рогоза Емельян
1896 г. — казак Шуйский Василий Иванович

## Население
| 1939 | 1959  | 1979  | 2002    | 2010    | 2021    |
| ---- | ----- | ----- | ------- | ------- | ------- |
| 8262 | ↘7541 | ↗9528 | ↗11 061 | ↘10 569 | ↗10 664 |

## Экономика
К первичному сектору экономики относится сельское и лесное хозяйство, охота и рыболовство. В нём занято 653 человека или 23,93 % работающего населения. Во вторичном секторе, куда входят обрабатывающая промышленность и строительство, занято 664 человека или 24,33 % населения. На третичный сектор приходится 51,74 % населения или 1412 человек, в него входят транспорт, торговля, наука, искусство, сфера услуг.
Крупнейшие работодатели: ООО «Анастасиевское» (371 человек), ООО «НК Роснефть — Краснодарнефтегаз» (354 человека), ООО «КНГ Ремонт Славянский ЦПКРС» (256 человек), колонна № 3 ООО «КНГ — Кубанское УТТ», СПК «Колхоз имени 22 съезда КПСС», участок ОАО «Славянскгоргаз», Анастасиевская участковая больница, ОАО «Жилищно-коммунальные услуги».

## Социальная сфера
В станице находится шесть детских сада, две средних школы, центр детского творчества, детская школа искусств, детско-юношеская спортивная школа «Олимп», СДК «Анастасиевский», Музей боевой и трудовой славы.

## Достопримечательности и памятники
- Памятник Владимиру Ильичу Ульянову (Ленину) у здания правления колхоза им. XXII съезда КПСС.
- Две братских могилы советских воинов, погибших в борьбе с фашистскими захватчиками, объединены в один мемориал.
- Памятный знак «Побег из ада», посвящённый побегу группы Девятаева из немецкого концентрационного лагеря.
- Анастасиевский ретраншемент (укреплённый лагерь) — один из немногих военно-исторических памятников второй половины XVIII в. Переоборудован по приказу А. В. Суворова в числе строящихся укреплений по Кубанской кордонной линии в 1778 г. Находится в 4 км южнее Анастасиевской недалеко от дороги на хутор Ханьков.

К памятникам архитектуры, построенным до 1917 года, относятся: здание казачьей усадьбы, ул. Зубихина, 78; здание казачьей школы, ул. Красная, 270.

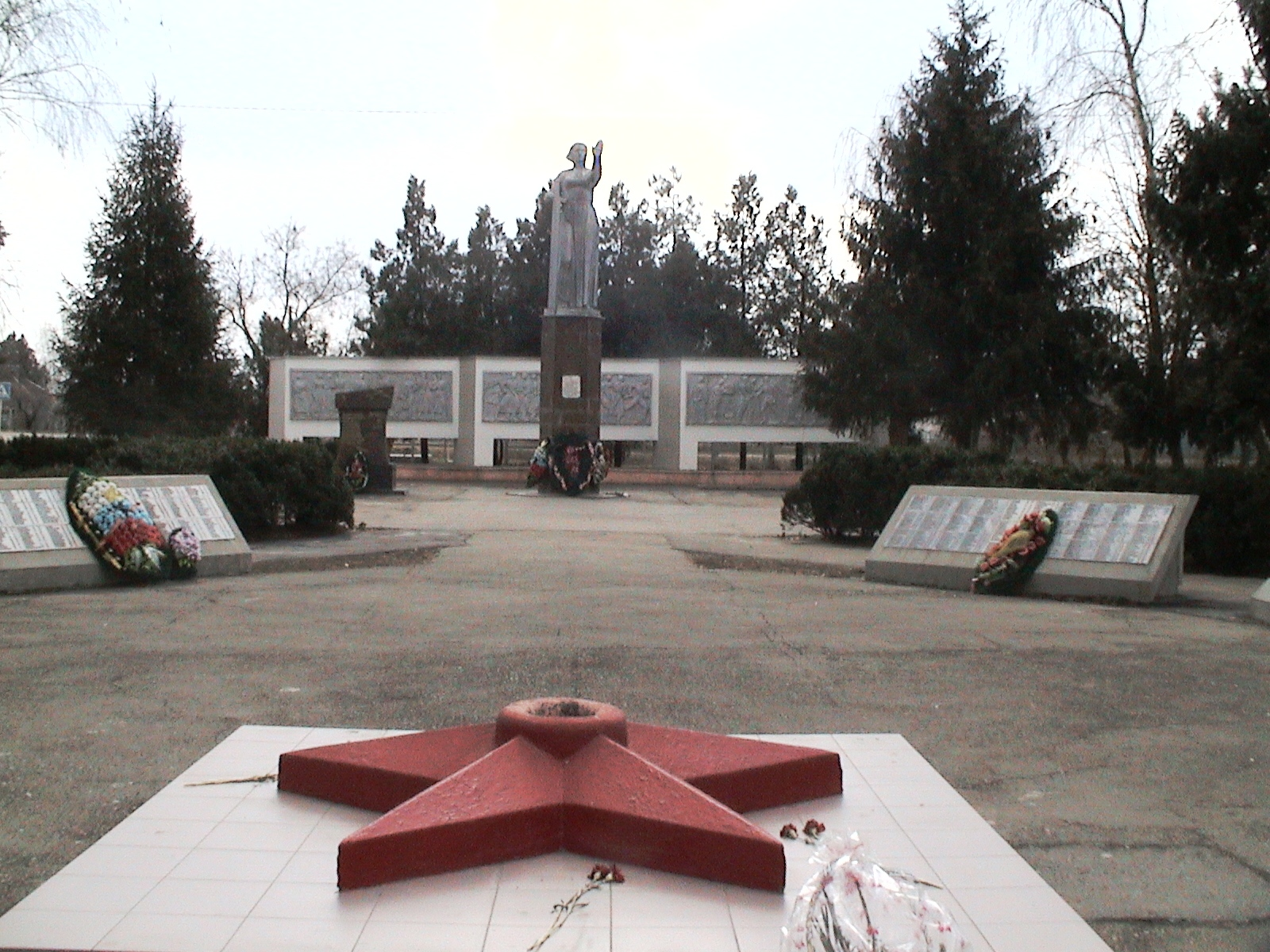

Станица является одним из немногих населенных пунктов на территории бывшей Российской империи в топонимике которого сохранились улицы 19 февраля (в честь Манифеста об отмене крепостного права) и 18 октября (в честь Битвы народов, улица 18 октября есть также в Лейпциге).

## Известные уроженцы
- Баженов Владимир Петрович — заслуженный военный летчик России, с августа 1990 года по май 1995 год командир пилотажной группы «Русские Витязи».
- Бринь, Леонид Артёмович — скульптор.
- Иванис, Василий Николаевич — первопоходник. Участник Белого движения. Политический и общественный деятель Кубани — последний председатель Кубанского правительства. Писатель-историк.
- Муковоз, Фёдор Фёдорович — нефтяник, лауреат Государственной премии СССР (1980), кавалер ордена Ленина (1974) и ордена «Знак Почета» (1971), почетный гражданин Урая с 1974 года (г. Урай, Ханты-Мансийского автономного округа).
- Олейник, Иван Васильевич — участник Великой Отечественной войны, участник угона немецкого самолёта советскими военнопленными, известного как побег группы Девятаева.
- Подопригора, Гавриил Никитьевич — писатель, журналист, историк-краевед.
- Половец, Иван Кузьмич — Герой Советского Союза, командир 42-го гвардейского стрелкового полка (13-я гвардейская стрелковая дивизия, 25-й гвардейский стрелковый корпус, 7-я гвардейская армия, 2-й Украинский фронт), гвардии майор.